# Lumeje
Lumeje è una municipalità dell'Angola appartenente alla Provincia di Moxico. Ha 39.656 abitanti (stima del 2006).
Il capoluogo è Cameia.